# São Jerônimo (departamento)
São Jerônimo (português brasileiro) ou Jerónimo (português europeu) é um departamento da província de Santa Fé, na Argentina. Possui 4 282 quilômetros quadrados, e segundo censo de 2019 havia 89 243 habitantes.